# 71. ročník udílení Oscarů
71. ročník udílení Oscarů proběhl 21. března 1999 v Dorothy Chandler Pavilion, (Los Angeles) a udílel ocenění pro nejlepší filmařské počiny roku 1998. Udílely se ceny ve 24 kategoriích a producentem byl Gil Cates († 2011). Večer moderovala Whoopi Goldberg.

## Nominace a vítězové
Vítězové v dané kategorii jsou uvedeni tučně.
| Nejlepší film | Nejlepší režie |
| --- | --- |
| Zamilovaný Shakespeare - Královna Alžběta - Život je krásný - Zachraňte vojína Ryana - Tenká červená linie | Steven Spielberg – Zachraňte vojína Ryana - Roberto Benigni – Život je krásný - John Madden – Zamilovaný Shakespeare - Terrence Malick – Tenká červená linie - Peter Weir – Truman Show |
| Nejlepší herec | Nejlepší herečka |
| Roberto Benigni jako Guido Orefice – Život je krásný - Tom Hanks jako kapitán John Miller – Zachraňte vojína Ryana - Ian McKellen jako James Whale – Bohové a monstra - Nick Nolte jako Wade Whitehouse – Utrpení - Edward Norton jako Derek Vinyard – Kult hákového kříže | Gwyneth Paltrow jako Viola De Lesseps – Zamilovaný Shakespeare - Cate Blanchett jako královna Alžběta I. – Královna Alžběta - Fernanda Montenegro jako Isadora „Dora“ Teixeira – Hlavní nádraží - Meryl Streep jako Kate Gulden – Jediná správná věc - Emily Watson jako Jacqueline du Pré – Hilary a Jackie |
| Nejlepší herec ve vedlejší roli | Nejlepší herečka ve vedlejší roli |
| James Coburn jako Glen Whitehouse – Utrpení - Robert Duvall jako Jerome Facher – Žaloba - Ed Harris jako Christof – Truman Show - Geoffrey Rush jako Philip Henslowe – Zamilovaný Shakespeare - Billy Bob Thornton jako Jacob Mitchell – Jednoduchý plán | Judi Dench jako královna Alžběta I. – Zamilovaný Shakespeare - Kathy Bates jako Libby Holden – Barvy moci - Brenda Blethyn jako Mari Hoff – Tichý hlas - Rachel Griffiths jako Hilary du Pré – Hilary a Jackie - Lynn Redgrave jako Hanna – Bohové a monstra                                                 |
| Nejlepší původní scénář | Nejlepší adaptovaný scénář |
| Zamilovaný Shakespeare – Marc Norman a Tom Stoppard - Skandál Bulworth – Warren Beatty a Jeremy Pikser - Život je krásný – Vincenzo Cerami a Roberto Benigni - Zachraňte vojína Ryana – Robert Rodat - Truman Show – Andrew Niccol | Bohové a monstra – Bill Condon - Zakázané ovoce – Scott Frank - Barvy moci – Elaine May - Jednoduchý plán – Scott B. Smith - Tenká červená linie – Terrence Malick |
| Nejlepší cizojazyčný film | Nejlepší dokument |
| Život je krásný (Itálie) – Roberto Benigni - Hlavní nádraží (Brazílie) – Walter Salles - Božské děti (Írán) – Majid Majidi - The Grandfather (Španělsko) – José Luis Garci - Tango (Argentina) – Carlos Saura | The Last Days – James Moll a Ken Lipper - Dancemaker – Matthew Diamond a Jerry Kupfer - The Farm: Angola, USA – Jonathan Stack a Liz Garbus - Lenny Bruce: Swear to Tell the Truth – Robert B. Weide - Regret to Inform – Barbara Sonneborn a Janet Cole                                                     |
| Nejlepší krátký dokument | Nejlepší krátký hraný film |
| The Personals – Keiko Ibi - A Place in the Land – Charles Guggenheim - Sunrise Over Tiananmen Square – Shui-Bo Wang a Donald McWilliams | Election Night – Kim Magnusson a Anders Thomas Jensen - Culture – Will Speck a Josh Gordon - Holiday Romance – Alexander Jovy a JJ Keith - La Carte Postale – Vivian Goffette - Victor – Simon Sandquist a Joel Bergvall                                                                                     |
| Nejlepší krátký animovaný film | Nejlepší vizuální efekty |
| Bunny – Chris Wedge - The Canterbury Tales – Christopher Grace a Jonathan Myerson - Jolly Roger – Mark Baker - More – Mark Osborne a Steve Kalafer - When Life Departs – Karsten Kiilerich a Stefan Fjeldmark | Jak přicházejí sny – Joel Hynek, Nicholas Brooks, Stuart Robertson a Kevin Mack - Armageddon – Richard R. Hoover, Pat McClung a John Frazier - Velký Joe – Rick Baker, Hoyt Yeatman, Allen Hall a Jim Mitchell                                                                                               |
| Nejlepší píseň | Nejlepší zvukové efekty |
| „When You Believe“ – Stephen Schwartz – Princ egyptský - „I Don't Want to Miss a Thing“ – Diane Warren – Armageddon - „That'll Do“ – Randy Newman – Babe 2: Prasátko ve městě - „A Soft Place to Fall“ – Allison Moorer a Gwil Owen – Zaříkávač koní - „The Prayer“ – Carole Bayer Sager, David Foster, Carole Bayer Sager, David Foster, Tony Renis a Alberto Testa – Kouzelný meč - Cesta na Camelot | Zachraňte vojína Ryana – Gary Rydstrom a Richard Hymns - Armageddon – George Watters II - Zorro: Tajemná tvář – David McMoyler |
| Nejlepší zvuk | Nejlepší výprava |
| Zachraňte vojína Ryana – Gary Rydstrom, Gary Summers, Andy Nelson a Ron Judkins - Armageddon – Kevin O'Connell, Greg P. Russell a Keith A. Wester - Zorro: Tajemná tvář – Kevin O'Connell, Greg P. Russell a Pud Cusack - Zamilovaný Shakespeare – Robin O'Donoghue, Dominic Lester a Peter Glossop - Tenká červená linie – Andy Nelson, Anna Behlmer a Paul Brincat                                   | Zamilovaný Shakespeare – Martin Childs a Jill Quertier - Královna Alžběta – John Myhre a Peter Howitt - Městečko Pleasantville – Jeannine Oppewall a Jay Hart - Zachraňte vojína Ryana – Tom Sanders a Lisa Dean Kavanaugh - Jak přicházejí sny – Eugenio Zanetti a Cindy Carr                               |
| Nejlepší kamera | Nejlepší střih |
| Zachraňte vojína Ryana – Janusz Kamiński - Žaloba – Conrad Hall - Královna Alžběta – Remi Adefarasin - Zamilovaný Shakespeare – Richard Greatrex - Tenká červená linie – John Toll | Zachraňte vojína Ryana – Michael Kahn - Život je krásný – Simona Paggi - Zakázané ovoce – Anne V. Coates - Zamilovaný Shakespeare – David Gamble - Tenká červená linie – Billy Weber, Leslie Jones a Saar Klein                                                                                              |
| Nejlepší masky | Nejlepší kostýmy |
| Královna Alžběta – Jenny Shircore - Zachraňte vojína Ryana – Lois Burwell, Conor O'Sullivan a Daniel C. Striepeke - Zamilovaný Shakespeare – Lisa Westcott a Veronica Brebner | Zamilovaný Shakespeare – Sandy Powell - Milovaná – Colleen Atwood - Královna Alžběta – Alexandra Byrne - Městečko Pleasantville – Judianna Makovsky - Sametová extáze – Sandy Powell |
| Nejlepší hudba – drama | Nejlepší hudba – komedie |
| Život je krásný – Nicola Piovani - Královna Alžběta – David Hirschfelder - Městečko Pleasantville – Randy Newman - Zachraňte vojína Ryana – John Williams - Tenká červená linie – Hans Zimmer | Zamilovaný Shakespeare – Stephen Warbeck - Život brouka – Randy Newman - Mulan – Matthew Wilder, David Zippel a Jerry Goldsmith - Doktor Flastr – Marc Shaiman - Princ egyptský – Stephen Schwart a Hans Zimmer                                                                                              |